# Cole Anthony
Cole Hilton Anthony (Portland, 15 maggio 2000) è un cestista statunitense, playmaker dei Milwaukee Bucks.

## Biografia
Anthony è nato a Portland, in Oregon. Suo padre Greg ha giocato nella NBA per 11 stagioni, la maggior parte delle quali nei New York Knicks, Portland Trail Blazers e Vancouver Grizzlies. Durante la sua nascita, il suo cordone ombelicale era avvolto intorno al collo, il che ha influenzato la sua frequenza cardiaca in quel momento ma non ha portato a ulteriori complicazioni. Da bambino, Anthony si trasferì a Manhattan, New York. In quarta elementare, giocava a basket nei parchi locali, spesso alla ricerca di avversari più grandi. Anthony inizialmente ha giocato a baseball, ma ha deciso di concentrarsi sul basket in quinta elementare. Dopo il divorzio dei suoi genitori Anthony viveva con sua madre e il patrigno, rimanendo però in stretto contatto con suo padre biologico.
È cresciuto sotto la guida dell'allenatore Steve Harris, che ha guidato il giocatore NBA Kemba Walker ed è stato un personaggio di spicco del Amateur Athletic Union (AAU) a New York.

## Carriera

### High school
Anthony ha iniziato a giocare a basket al liceo come matricola all'Archbishop Molloy High School a Briarwood, New York. Dopo la sua stagione junior, Anthony è stato nominato nella terza squadra USA Today All-USA. Per la sua stagione senior, Anthony si è trasferito alla Oak Hill Academy a Mouth of Wilson, in Virginia. Da anziano, ha una tripla doppia di media di 17,8 punti, 10 rimbalzi e 10 assist per partita. Anthony è stato nominato MVP del McDonald's All-American Game dopo aver totalizzato 14 punti, cinque rimbalzi e sette assist.

### College

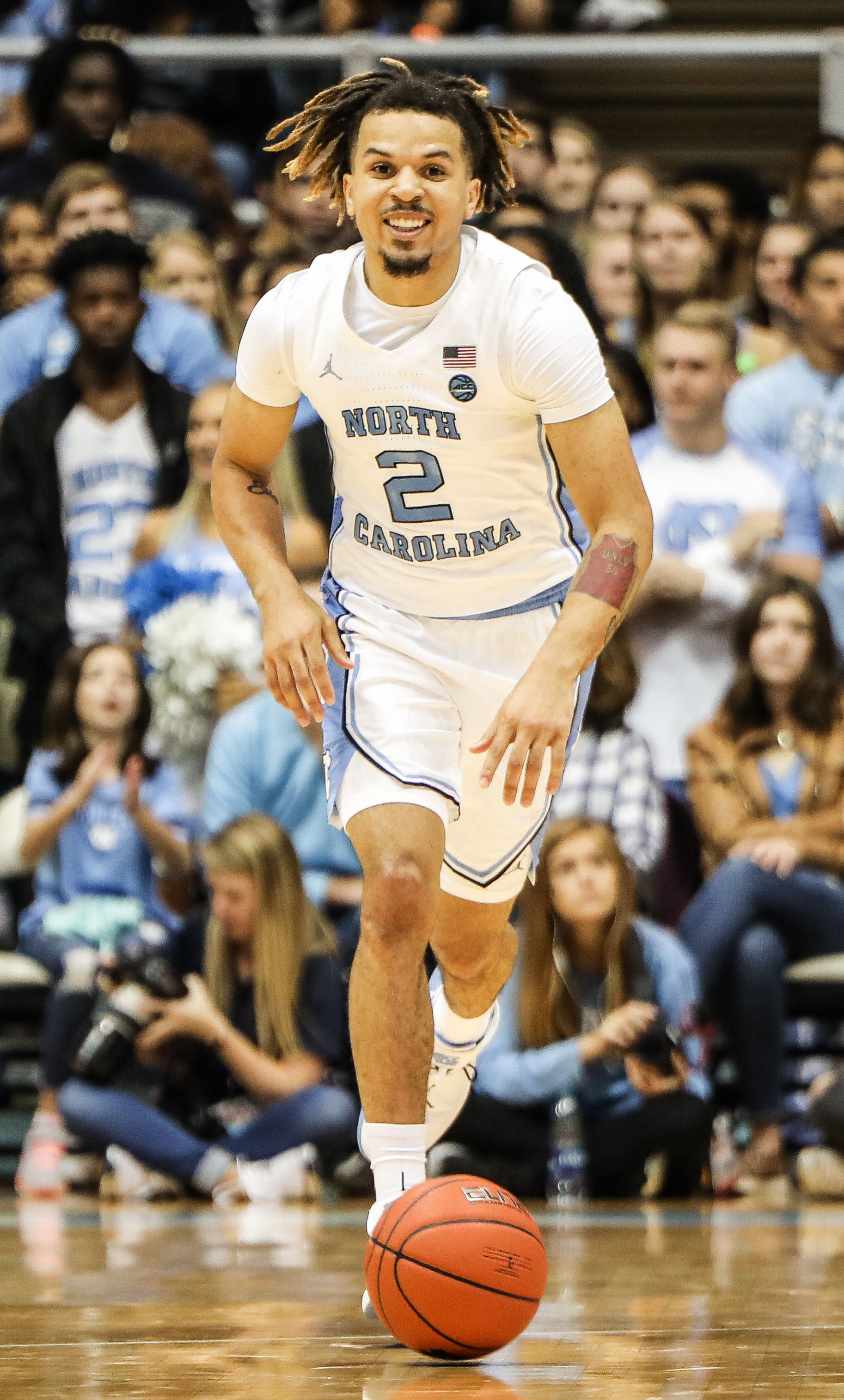
Anthony con la maglia di North Carolina

Il 6 novembre 2019, al suo debutto al college, ha stabilito un record scolastico, contribuendo con 34 punti e 11 rimbalzi conducendo i Tar Heels alla vittoria 76-65 su Notre Dame. Durante la partita ha battuto il record per il maggior numero punti segnati da un freshman al debutto al college (non accadeva dal 2002 con Rashad McCants); e ha battuto il record della ACC per il maggior numero di punti segnati da un freshman al debutto, record detenuto precedentemente da R.J. Barrett (2018). L'8 febbraio 2020, Anthony ha segnato una doppia-doppia da 24 punti e 11 rimbalzi nella partita persa all'overtime contro Duke. Il 2 marzo, Anthony ha guadagnato il premio ACC Freshman of the Week dopo aver realizzato in media 22 punti, 6 assist e 3,5 rimbalzi a gara nelle vittorie contro, rispettivamente, NC State e Syracuse. Alla fine della regular season, ha vinto numerosi premi, tra cui il All-ACC Third Team e il ACC All-Freshman Team.
Il 17 aprile 2020 si dichiara eleggibile per il Draft NBA 2020.

### NBA

#### Orlando Magic (2020-)
Viene scelto dagli Orlando Magic con la 15ª scelta al Draft NBA 2020.

## Statistiche

### NCAA
| Anno      | Squadra             | PG | PT | MP   | TC%  | 3P%  | TL%  | RP  | AP  | PRP | SP  | PP   |
| --------- | ------------------- | -- | -- | ---- | ---- | ---- | ---- | --- | --- | --- | --- | ---- |
| 2019-2020 | N. Carol. Tar Heels | 22 | 20 | 34,9 | 38,0 | 34,8 | 75,0 | 5,7 | 4,0 | 1,3 | 0,3 | 18,5 |
| Carriera  | Carriera            | 22 | 20 | 34,9 | 38,0 | 34,8 | 75,0 | 5,7 | 4,0 | 1,3 | 0,3 | 18,5 |

#### Massimi in carriera
- Massimo di punti: 34 vs Notre Dame (6 novembre 2019)[10]
- Massimo di rimbalzi: 11 (2 volte)
- Massimo di assist: 8 vs Elon (20 novembre 2019)
- Massimo di palle rubate: 4 (2 volte)
- Massimo di stoppate: 1 (6 volte)
- Massimo di minuti giocati: 43 vs Duke (8 febbraio 2020)

### NBA

#### Regular Season
| Anno      | Squadra       | PG  | PT  | MP   | TC%  | 3P%  | TL%  | RP  | AP  | PRP | SP  | PP   |
| --------- | ------------- | --- | --- | ---- | ---- | ---- | ---- | --- | --- | --- | --- | ---- |
| 2020-2021 | Orlando Magic | 47  | 34  | 27,1 | 39,7 | 33,7 | 83,2 | 4,7 | 4,1 | 0,6 | 0,4 | 12,9 |
| 2021-2022 | Orlando Magic | 65  | 65  | 31,7 | 39,1 | 33,8 | 85,4 | 5,4 | 5,7 | 0,7 | 0,3 | 16,3 |
| 2022-2023 | Orlando Magic | 60  | 4   | 25,9 | 45,4 | 36,4 | 89,4 | 4,8 | 3,9 | 0,6 | 0,5 | 13,0 |
| 2023-2024 | Orlando Magic | 81  | 0   | 22,4 | 43,5 | 33,8 | 82,6 | 3,8 | 2,9 | 0,8 | 0,5 | 11,6 |
| 2024-2025 | Orlando Magic | 67  | 22  | 18,4 | 42,4 | 35,3 | 82,3 | 3,0 | 2,9 | 0,7 | 0,5 | 9,4  |
| Carriera  | Carriera      | 320 | 125 | 24,8 | 41,9 | 34,5 | 84,7 | 4,3 | 3,8 | 0,7 | 0,4 | 12,5 |

#### Playoffs
| Anno     | Squadra       | PG | PT | MP   | TC%  | 3P%  | TL%  | RP  | AP  | PRP | SP  | PP  |
| -------- | ------------- | -- | -- | ---- | ---- | ---- | ---- | --- | --- | --- | --- | --- |
| 2024     | Orlando Magic | 7  | 0  | 14,7 | 31,7 | 15,4 | 88,9 | 2,1 | 1,3 | 0,6 | 0,1 | 5,1 |
| 2025     | Orlando Magic | 5  | 0  | 10,2 | 28,6 | 0,0  | 75,0 | 1,4 | 1,2 | 0,0 | 0,2 | 2,2 |
| Carriera | Carriera      | 12 | 0  | 12,8 | 30,9 | 10,5 | 84,6 | 1,8 | 1,3 | 0,3 | 0,2 | 3,9 |

#### Massimi in carriera
- Massimo di punti: 37 vs Philadelphia 76ers (16 maggio 2021)[11]
- Massimo di rimbalzi: 16 vs New York Knicks (24 ottobre 2021)
- Massimo di assist: 11 (4 volte)
- Massimo di palle rubate: 3 (7 volte)
- Massimo di stoppate: 3 (2 volte)
- Massimo di minuti giocati: 38 vs Minnesota Timberwolves (1º novembre 2021)